# Clytus ruricola
Clytus ruricola es una especie de escarabajo longicornio del género Clytus, tribu Clytini, familia Cerambycidae. Fue descrita científicamente por Olivier en 1800.
Se distribuye por Canadá y los Estados Unidos. Mide 7-14,5 milímetros de longitud. El período de vuelo ocurre en los meses de abril, mayo, junio, julio y agosto.